# USS Kula Gulf (CVE-108)
USS Kula Gulf (CVE-108) – lotniskowiec eskortowy typu Commencement Bay, który służył w United States Navy. 
Pierwotnie nosił nazwę Vermillion Bay. Został przemianowany na „Kula Gulf” 6 listopada 1943 roku. Stępkę położono 16 grudnia 1943 roku w stoczni Todd-Pacific Shipyards w Tacoma. Zwodowano go 15 sierpnia 1944 roku. Został ukończony w Willamette Iron & Steel Corp. w Portland. Wszedł do służby 12 maja 1945 roku.
Po drugiej wojnie światowej brał udział w operacji Magic Carpet.
Przywrócony do służby w czasie wojny koreańskiej pełnił rolę transportowca statków powietrznych oraz okrętu szkolnego.
W latach 1953–1955 brał udział w doskonaleniu technik ZOP.
Przeklasyfikowany 7 maja 1959 roku na AKV-8.
W czasie wojny w Wietnamie transportował statki powietrzne.
Po raz ostatni wycofany ze służby 6 października 1969 roku. Skreślony z listy jednostek floty 15 września 1970 roku. Sprzedany na złom w 1971 roku.